# Университет штата Кентукки
Университет штата Кентукки (англ. Kentucky State University, сокр.  KSU и KYSU) — американский государственный университет в Франкфорте, штат Кентукки; исторически чёрное высшее учебное заведение.

## История
Университет штата Кентукки был зарегистрирован в мае 1886 года как Государственная нормальная школа для цветных (State Normal School for Colored Persons) и было вторым, поддерживаемым государством высшим учебным заведением в штате Кентукки. Официально новая высшая школа открылась 11 октября 1887 года с тремя учителями, 55 учащимися и Джоном Джексоном (John H. Jackson) в качестве президента. Первое постоянное здание вуза — Recitation Hall (ныне Jackson Hall), было построено в этом же году.
Получив статус Land-grant university в 1890 году, в учебную программу вуза были добавлены факультеты домоводства, сельского хозяйства и механики. Весной того же года состоялся первый выпуск из пяти человек. Став высшим учебным заведением в 1893 году, университет продолжал расширяться в XX веке и несколько раз менял своё название: с 1902 года — Кентуккский нормальный и промышленный институт для цветных (Kentucky Normal and Industrial Institute for Colored Persons), с 1926 года — Государственный промышленный колледж Кентукки для цветных (Kentucky State Industrial College for Colored Persons). В 1938 году учебное заведение было названо Государственным колледжем Кентукки для негров (Kentucky State College for Negroes), в 1952 году термин «для негров» из названия был исключен. В 1972 году учебное заведение стало университетом и по настоящее время называется Университет штата Кентукки.
На выпускной церемонии 1957 года перед студентами выступил Мартин Лютер Кинг. В 1960 году в университет был принят первый белый студент.

## Деятельность
В университете ведётся обучение по 55 программ бакалавриата и шести программам последипломного образования в пяти колледжах:
- College of Agriculture, Food Science and Sustainable Systems
- College of Arts and Sciences
- College of Business and Computer Science
- College of Professional Studies

### Президенты
Президентами Государственного университета Кентукки были:
| - 1886—1898 − John Henry Jackson - 1898—1900 − James Edward Givens - 1900—1907 − James Shelton Hathaway - 1907—1910 − John Henry Jackson - 1910—1912 − James Shelton Hathaway - 1912—1923 − Green Pinckney Russell - 1923—1924 − Francis Marion Wood - 1924—1929 − Green Pinckney Russell - 1929—1962 − Rufus B. Atwood | - 1962—1975 − Carl McClellan Hill - 1975—1982 − William A. Butts - 1982—1989 − Raymond M. Burse - 1990—1991 − John T. Wolfe, Jr. - 1991—1998 − Mary L. Smith - 1998—2002 − George W. Reid - 2004—2014 − Mary Evans Sias - 2014—2016 − Raymond M. Burse - 2017—2021 − M. Christopher Brown II |

### Выпускники
В числе многих выпускников университета известные личности: баскетболист Элмор Смит, 28-й Премьер-министр Таиланда Йинглак Чиннават, офицер Женского армейского корпуса Анна Кларк, фотограф Монета Слит, борец за гражданские права Уитни Янг.